# Paradellas
Paradellas (llamada oficialmente Santa María das Paradellas) es una parroquia y un lugar del municipio español de Parada del Sil, en la provincia de Orense, Galicia.

## Toponimia
La parroquia también es conocida por los nombres de Santa María de Paradellas y Santa Mariña das Paradellas.

## Organización territorial
La parroquia está formada por dos entidades de población:
- Celeirón
- Paradellas (As Paradellas)

## Demografía

### Parroquia
| Gráfica de evolución demográfica de Paradellas (parroquia) entre 2000 y 2023 |
|                                                                              |
| Datos según el nomenclátor publicado por el INE.                             |

### Lugar
| Gráfica de evolución demográfica de Paradellas (lugar) entre 2000 y 2023 |
|                                                                          |
| Datos según el nomenclátor publicado por el INE.                         |